# Homunkulusz (Fullmetal Alchemist)
A Fullmetal Alchemist világában megjelenő homunkuluszok mesterséges emberek. Emberalakjuk van és emberi módon viselkednek, mindazonáltal nem rendelkeznek lélekkel. Könyörtelenek és eltökéltek. A Fullmetal Alchemist főhőseinek első számú ellenfelei.

## Általános jellemzők
|  | Alább a cselekmény részletei következnek! |

A történetben megjelenő homunkuluszokat a Hét Halálos bűnről nevezték el. Jellemüket meghatározza az a gonoszság, amit megtestesítenek. Mindegyikük hordja az Uroborosz bélyeget, a saját farkába harapó kígyó jelét. Jellemzően olyan testrészükön jelenik meg, ami kapcsolatba hozható a bűnükkel: Buja a mellén, Falánk a nyelvén viseli. Személyiségük valami különös kapcsolatban áll az Uroborosz tetoválással. Ha a jelet babrálják, elveszíthetik az egyéniségüket és újraprogramozhatják őket.
Mivel az élet utánzásának szolgálnak, meggyengíti őket az igazi alak jelenléte. Ezért ha annak a valahai embernek a maradványai közelébe kerülnek, amiből előállították őket elveszítik az erejüket, akár meg is bénulnak.
Bár mind bírnak valami „velük született” különleges képességgel, homunkulusz mégsem használhat alkímiát, a Harag kivételével.
A homunkuluszokat Vörös Kő hajtja, ami bámulatos öngyógyító képességekkel ruházza fel őket, akár a teljes megsemmisülésből is képesek visszatérni. A legtöbb homunkulusz azt az álmot hajtja, hogy lelket szerezzen magának és e célból szüntelen arra törekszenek, hogy megalkossák a Bölcsek Kövét és a teljes Kő erejével új életet teremtsenek maguknak.
Párbeszédek utalnak arra, hogy egyes egyedeiknek már léteztek korábbi megtestesülései, mint például mikor Buja úgy mutatkozik be, hogy ő az „új Buja”.
A sorozat előrehaladásával a homunkuluszok további indítékai is feltárulnak.

### Harag
Harag a második legfiatalabb homunkulusz. A megjelenése olyan, mint egy 11 éves gyereké. Találkozásukkor döbbenetet váltott ki Edwardból azzal a képességével, hogy össze tudta olvasztani a testét más szerves anyagokkal, illetve alkímiát hajtott végre transzmutációs kör nélkül.
Nemsokára más képességeire is fény derült, mint például meg tudja nyújtani a végtagjait extrém hosszúságúra.
Haragot Izumi Curtis hozta létre, mikor újszülött halott gyermekét akarta visszatranszmutálni az életbe. Az alkímia ára Izumi belső szervei voltak (a szívétől a vékonybeléig). Az eredmény egy szörny-csecsemő volt. Az elborzasztott Izumi visszaküldte a Kapuba, ahol Harag évekig létezett. Akkor szabadult ki, mikor Edward Elric kísérletet tett halott anyja felélesztésére és a Kapu újra megnyílt. Harag magához vette Ed elvesztett végtagjait és képes volt kilépni a Yock szigetre. Ott élt, míg fel nem fedezték az Elric fivérek. Haragot Izumi házába vitték, ahonnét megszökött és a létezése ismertté vált a Hadsereg és a többi homunkulusz előtt.
A többi társától eltérően Haragot közvetlen annak az embernek a húsából hozták létre, akit életre akartak kelteni. Ezért nem osztozik a többiek gyengeségében, akik elerőtlenednek, ha az eredeti testük maradványai közelébe viszik őket - mivel Haragnak már nincs eredeti teste. Ellenben vannak más gyenge pontjai: emberi természete és Ed karja és lába mind esendővé teszik. Kezdetben vonzódott Izumihoz, de később mikor találkozott a többi homunkulusszal Harag elutasította a teremtőjét. Végül Restet kezdte anyjának hinni, akinek halálakor parttalan kétségbeesés lett rajta úrrá. Téveszméje része, hogyha elrabolja Edward teljes testét, akkor valódi személyiség lesz.
Hogy az őrjöngését megfékezzék Dante megidézte a Kaput, ami erőszakosan letépte Harag emberi részeit. Japán szinkronhangja: Nana Mizuki. Angol szinkronhangja: Luci Christian. Magyar szinkronhangja: Berkes Bence.

### Kapzsi
Kapzsit Dante hozta létre, és a második legidősebb humunkulusz. Mindene a birtoklás; a jelet a kezén viseli.
Különleges képessége, hogy a testének alkotórészeit tetszése szerint csoportosítja; így egy nagyon erős páncélt képez a bőrén.(Amikor ezt Ed felismeri megpuhítja, majd szét is töri a páncélját és megöli.) Innen kapta másik nevét; ő a "Biztos Védelem".
Japán szinkronhangja: Junichi Suwabe. Angol szinkronhangja: Chris Patton. Magyar szinkronhangja: -

### Falánk
Legfőbb tulajdonsága, hogy bármit és bárkit képes felfalni, nyála savszerű. A homunkuloszok ellenségei általában mind a gyomrában végzik. A jelet a nyelvén hordja.
Általában Buját kíséri; annak halála teljesen megzavarja a tudatát. Ezért Dante a táplálkozási vágyon kívül mindent kiöl belőle, hogy felfalja Al páncél-testét. A történet végén megeszi a menekülő Dante-t.
Japán szinkronhangja: Yasuhiro Takato. Angol szinkronhangja: Chris Cason. Magyar szinkronhangja: Rába Roland.

### Buja
A százötven évig raboskodó Kapzsinak azt mondja: ő az „új Buja”. A jelet a mellén hordja.
Különleges képessége, hogy nagy távolságból is, az ujjait megnyújta, és így sebzi meg áldozatait. Elárulta a homunkuluszokat és Harag ölte meg.
Japán szinkronhangja: Yuuko Satou. Angol szinkronhangja: Laura Bailey. Magyar szinkronhangja: Solecki Janka.

### Irigy
Ő volt az első homunkulusz. Hohenheim hozta létre Dantéval közös gyermekük feltámasztásának eredményeként (aki higanymérgezésben halt meg). Hímnemű. Az Ouroboros jel a bal combján van.
Különleges képessége a tökéletes alakváltoztatás. Az lett a veszte, hogy mindenképp meg akarta ölni apját, Hohhenheimet, ezért a kapuba is utána ment, ahol egy sárkánnyá változott.
Valódi neve: William Elric
Japán szinkronhangja: Mayumi Yamaguchi. Angol szinkronhangja: Wendy Powell. Magyar szinkronhangjai: 1. Lázár Erika, 2. Seder Gábor.

### Rest
A filmben sokáig Julia Douglas néven szerepel, mint a Führer titkárnője. A legfiatalabb homunkulusz, akkor jött létre, amikor az Elric testvérek az anyjukat próbálták feltámasztani.
Különleges képessége, hogy a testét folyékony „vízzé” képes változni, akár csak részben is. (Az egyik jelenetben képes magába fogadni Haragot, hogy elrejtse.)
Harag miközben próbálja megvédeni, véletlenül megbénítja; így Edward végezhet anyja másával.
Japán szinkronhangja: Yoshino Takamori. Angol szinkronhangja: Lydia Mackay. Magyar szinkronhangja: Nyírő Eszter.

### Büszke
A legtökéletesebb homunkulusz, még öregedni is képes. A jelet a bal szemén viseli, amit állandóan kötés takar.
Ő maga a Führer. A történet végén Mustang öli meg.
Japán szinkronhangja: Hidekatsu Shibata. Angol szinkronhangja: Ed Blaylock. Magyar szinkronhangjai: 1. Faragó András, 2. Varga Rókus.